# یوشییوکی میاکه
یوشییوکی میاکه (انگلیسی: Yoshiyuki Miyake؛ زادهٔ ۳۰ سپتامبر ۱۹۴۵) وزنه‌بردار اهل ژاپن بود.
وی در مسابقات کشوری و بین‌المللی در مجموع برندهٔ ۳ مدال طلا، ۴ مدال برنز شده‌است.